# فيضانات السودان 2013
فيضانات السودان 2013 حدثت بسبب تساقط أمطار غزيرة ومستمرة في السودان، بدءًا من أوائل أغسطس 2013، مما أدى إلى فيضان مدمر في 14 ولاية على الأقل من بين 18 ولاية سودانية. وبحسب ما ورد تضرر أكثر من 300.000 شخص، وتدمير أكثر من 25.000 منزل. كما أعلنت الوكالات الحكومية وفاة ما يقرب من 50 شخصًا.

## الفيضانات
اعتبارًا من 22 أغسطس 2013، أشار تقرير صادر عن منظمة الصحة العالمية 320.000. شخصًا أو عائلة تضرروا من الفيضانات، وفي 19 أغسطس قدرت المنظمة أن حوالي 250,000 شخصًا قدرت منظمة الصحة العالمية أن حوالي 250.000 شخص أُجبروا على ترك منازلهم، وأبلغت وزارة الصحة عن 45 حالة وفاة و70 إصابة. تم الإبلاغ عن أضرار في الممتلكات في 14 من أصل 18 ولاية سودانية، وأبدت منظمة الصحة العالمية قلقها بشأن تأثير انهيار ما يقدر بـ 53.000 مرحاض ذو حفرة على الصحة العامة. استمرت الفيضانات حتى أواخر أغسطس 2013.
ووفقاً لوزارة الصحة، فإن الولايات المتضررة هي الخرطوم، والولاية الشمالية، ونهر النيل، والجزيرة، والبحر الأحمر، وسنار، وشمال كردفان، والقضارف، وشمال دارفور، والنيل الأزرق، والنيل الأبيض، وجنوب دارفور، وكسلا، وجنوب كردفان. كما أفادت مفوضية العون الإنساني بالسكان المتضررين في أبيي وغرب كردفان.
وبحسب ما ورد تعرضت العاصمة الخرطوم لأسوأ فيضانات منذ 25 عاما، بعد أن ضربت الفيضانات العاتية المناطق الحضرية في وقت سابق من أغسطس. في حين أن الخرطوم عرضة للفيضانات السريعة بسبب سوء الصرف والتخطيط الحضري، كانت فيضانات 2013 شديدة بشكل خاص. تم الإبلاغ عن تدمير أكثر من 15.000 منزل في الخرطوم، وتلف الآلاف. ووقع أشد الضرر في الخرطوم في شار جريدة النيل، وأمبدة، وكرري. في ولاية النيل الأزرق، دمرت الفيضانات الناجمة عن الأمطار الغزيرة ما يقرب من 12.000 منزلا في الدمازين، والروصيرص، وجامعة البلقاء التطبيقية، وكان أكثر الضرر في الدمازين.

## التناقضات في الأرقام المبلغ عنها
هناك اختلافات بين أعداد المتضررين من مختلف الجهات السودانية. وتقدر وزارة الصحة 66.895 أسرة متضررة، بينما تقدر مفوضية العون الإنساني 105.964 أسرة اعتبارًا من 22 أغسطس 2013. بافتراض وجود خمسة أفراد لكل أسرة سودانية، فإن تقدير لجنة المساعدة الإنسانية يتضمن 530.000 فرد متضرر.

## استجابة
قامت الحكومة السودانية بقيادة وتنسيق الاستجابة الطارئة للفيضان، وبدأت قوات المهمة الوطنية للفيضانات التابعة للجنة المساعدات الإنسانية عملها في 18 أغسطس كان هناك انتقاد علني للحكومة. اتهم النائب الفاضل حاج سليمان رئيس اللجنة الفرعية البرلمانية للتشريع والعدالة، إدارة عمر البشير بالإهمال في تصديها للفيضانات، وذكر أيضا أن حكومات الولايات أقامت مواقع المنازل في سهول الفيضانات من أجل تحقيق مكاسب مالية. كان المدونون السودانيون ينتقدون بشدة، واتهموا حكومة ولاية الخرطوم بتوظيف شركات مرتبطة بحزب المؤتمر الوطني الحاكم لبناء مشاريع الصرف الصحي والبنية التحتية الفاشلة. ورداً على ذلك، اتهم وزراء ولاية الخرطوم المدونين على فيسبوك بأنهم «علمانيون» لا يؤمنون بـ «عمل الله». وأثارت استجابة الحكومة الغضب الشعبي وكانت دافعا لمحاولات القيام بانتفاضة على غرار ثورات الربيع العربي.
وتعهدت السعودية والمغرب، وقطر، والإمارات العربية المتحدة، والولايات المتحدة، وكوريا الجنوبية، وإثيوبيا وألمانيا، واليابان، ومصر بتقديم مساعدات إنسانية لضحايا الفيضانات. وكاستجابة للفيضانات، أسس الدكتور أمجد فريد بالتعاون مع مركز جاسر مبادرة تسمى «النفير» لمساعدة الضحايا.